# NK Izola
Nogometni klub Izola je nekdanji slovenski nogometni klub iz Izole, ki je bil ustanovljen leta 1923 kot Club Calcistico Giovanile Isola d'Istria. Domače tekmi je igral na Mestnem stadionu Izola. V sezoni 1989/90 je osvojil naslov prvaka v tretji jugoslovanski ligi, štirikrat pa naslov podprvaka. V prvi slovenski ligi je odigral prvih pet sezon do propada leta 1996, ko je bil ustanovljen nov klub MNK Izola. Ta sedaj nastopa v nižjih slovenskih ligah in je uradni naslednik kluba.

## Uspehi
- Tretja jugoslovanska liga:

Prvak (1): 1989/90
Podprvak (4): 1978/79, 1981/82], 1982/83, 1988/89

## Začetki nogometa v Izoli
Prvi obrisi ekipe in uraden nastanek nogometnega moštva beležimo leta 1923 pod imenom Edera Izola, ki je igrala le prijateljske tekme na igrišču ob tako imenovani »Riva Venezia« (današnja Lonka). Igrišče so sestavili s pomočjo prispevkov vseh športnih navdušencev, toda niti po dolžini ne po velikosti ni ustrezalo uradnim dimenzijam in zahtevam.
Prva uradna tekma novonastalega kluba je bila Edera Izola - Edera Pirano, to je bilo 11. marca 1923. Čez dve leti se je klub preimenoval v Virtus Izola in leta 1925 začeli z igranjem v amaterskem prvenstvu. Igrali so predvsem proti različnim ekipam iz Trsta in okolice, predvsem v gosteh, saj igrišče v Izoli ni bilo primerno.
Proti koncu 20-ih let je tudi Izola dočakala primerno igrišče. S pomočjo splava so pripeljali material s katerim so razširili igrišče vse do morja, kjer so pred tem ribiči odlagali mreže in imeli priveze za čolne. Okoli igrišča so postavili zaščitne ograje, da žoga nebi zletela v morje, če pa se je to zgodilo, so v morju na čolnih čakali otroci in pobirali žoge. Na novo je bil postavljen kotiček za prodajo kart, narejen širši prostor za vhod s kočijo in postavljena manjša tribuna. To je privabilo vse več igralcev, ki so prihajali iz Italije, pa tudi iz ostalih Istrskih mest v Izolo.

## Obdobje Ampelee Izola
V naslednjih letih je klub dosegel velik napredek, saj je nastopal v italijanskih ligah. Najprej v nižjih kategorijah, kasneje pa v Serie C, ki je združevala klube iz severne Italije. Zasedali so v povprečju sredino lestvice, kar pa je bil velik uspeh, saj je bil italijanski nogomet takrat spoštovan daleč naokoli. Od 1935 do leta 1949 je bila Ampelea Izola ekipa, ki je »s pomočjo prispevkov ribjih konzerv« navduševala publiko in prikazovala pravo strast na igrišču ter privabljala ljudi in gledalce na stadione širom Italije in Istre. Leta 1937 je klub prvič nastopili tudi v Coppa Italia (italijanski pokal). Omembe vredno je tudi, da je na eni izmed novinarskih konferenc Bruno Pizzul, znani italijanski novinar (sicer rojen v Udinah) razkril, da je v svoji mladosti navijal in občudoval ekipo iz malega ribiškega mesta Ampeleo Izola.
Ekipa je nastopala v bordo-rdečih dresih z velikim napisom Ampelea na prsih, nosili pa so jih igralci, ki so prihajali iz Italije in Istre. Mladih »istrskih talentov« je takrat mrgolelo. Danes redki domačini, ki so imeli možnost spremljat Ampeleo Izola v tistem obdobju pravijo, da so se dobri amaterski igralci ponujali kot sedaj nogometaši na kakšni Brazilski plaži v Riu. Primerjava je smešna, toda dejstvo je, da so v Izolo prihajali igrat največji talenti iz okoliških krajev. Igralci in člani Ampelee Izola so bili takrat dobro znani obrazi, vedno prvi v mestu in »uomini di rispetto«
Igralci kot so Bearzi, Corazza, Lanfranco, Menis, kasneje še Pugliese, Ulcigrai, Parovel (slednji je bil najboljši strelec Izole v obdobju igranja v italijanski ligi, 54 golov na 159 tekmah) to je le nekaj poznanih imen iz tega obdobja. Z velikim črkami pa so zapisani Ispiro (kasneje igral v Genovi, Laziu in Italijanski reprezentanci), Eliani (Roma, Fiorentina) in Grezar (pozneje član italijanske reprezentance in ekipe »Grande Toro,« takrat velikega Torina, ki je osvojila serie A, nažalost pa tudi eden izmed ponesrečencev v tragični letalski nesreči Tragedia di Superga). Ti igralci so kasneje polnili časopise širom Italije ob nastopanju v Serie A, Izola pa je bila edini klub iz Istre, ki je nastopal v znameniti Italijanski ligi. Verjetno smo pozabili omeniti marsikaterega igralca, ki bi vrnil spomine najstarejšim bralcem zgodovine tega uspešnega nogometnega obdobja in jih spomnil na dneve uspehov in navdušenja.

## Nogomet v Izoli po 2. sv. vojni
Nastopila je velika rana, imenovana 2. Svetovna vojna, ki je za vedno prelomila te uspešne čase. Na tekmah je manjkalo dosti igralcev zaradi vojnih obveznosti, kljub temu pa je Ampelea Izola še naprej nastopala v Italijanski ligi in dosegala dobre rezultate. Osvojila je ‘Campionato della Venezia Giulia’ v katerem so takrat nastopale ekipe kot so Trieste, Udinese, Venezia in Gorizia. Vendar pa je vojno obdobje pustilo svoje posledice in zaradi nerešenih političnih statusov je iz teh krajev odšlo veliko Italijanov, ki so bili nosilci športa in športnih društev ter ključni razlog, da je Izola doslej uspešno nastopala v njihovih prvenstvih. Odšlo je tudi dosti italijanskih obrtnikov, ki so predstavljali finančno podporo klubu. Takrat so začeli tudi občasni prestopi igralcev med Koprom in Izolo, kar je bil začetek trenj in rivalstva med obema kluboma. V teh letih se je klub prisiljen najprej preimenovati v Unione Sportiva Isola in se prestrukturirati v splošno športno društvo (po stalinističnem modelu športne organizacije, ki mu je v tistih zgodnjih letih sledil Beograd). Kmalu se ponovno preimenuje v Arrigoni in končno leta 1951 se imenuje NK Izola.
Leta 1964 se je stadion preselil na današnje mesto. Pri lažjih delih na novem igrišču so pomagali tudi šolarji, Izola pa je eno sezono domače tekme igrala v Ajdovščini. Še naprej so nastopali v Republiški ligi kjer so prikazovali kvaliteten nogomet in v njej nastopali vse do osamosvojitve Slovenije.

## Derbiji med Izolo in Koprom - Istrski derbi
Tradicionalno rivalstvo med Koprom in Izolo ima dolgo tradicijo. Prva tekma se je odigrala na Silvestrovo leta 1935.
V 70. in 80. letih se je rivalstvo še povečalo. Priprave na tekmo so se začele že v soboto dopoldne, sledile so povorke, kolone avtomobilov in navijačev z izvirnimi rekviziti. Obisk nogometnih tekem je privlačil tako mlado kot staro generacijo, nedeljsko popoldne pa je bilo namenjeno izključno nogometu in obisku stadiona. Legendarni član kluba, 86-letni Venčeslav Lovrečič danes še vedno blagajnik na domačih tekmah in najstarejši član izolskega kluba, ki mu je zvest vse od prihoda v ribiško mesto leta 1954, je takrat naštel tudi med dva in tri tisoč gledalcev na domači tekmi. Čeprav se je na tribunah in igrišču bil boj za prevlado pa so igralci po tekmah skupaj odhajali iz igrišča in se znali družiti tudi po nogometni tekmi.
Leta 1990, tik pred osamosvojitvijo, je Izola osvojila Slovensko republiško ligo in se uvrstila v medrepubliško ligo, toda že naslednje leto, po razpadu skupne države je nastala Prva slovenska nogometna liga. V tem obdobju je v Izoli vladalo pravo navijaško vzdušje. Atmosfera na tekmah je bila odlična, o nogometu pa se je pogosto govorilo tudi po tekmah v gostilnah, službah, na ulicah in drugod po mestu. Ob koncu 80-ih let so nastali tudi prvi obrisi navijaških skupin, ki so združevale izolske navijače pod različnimi imeni. Leta 1990 pa beležimo nastanek navijaške skupine Ribari, ki je združila vse navijače v eno navijaško skupino in pričarala pravo navijaško vzdušje ter veljala za eno najboljših navijaških skupin v Sloveniji.
Najbolj zanimive tekme po osamosvojitvi so bili derbiji z rivali iz Kopra, ko se je na stadionu zbralo več tisoč gledalcev. Zanimive so bile tudi tekme proti takrat najboljšim ekipam v Slovenski ligi Olimpiji in Mariboru. Vselej je bil pravi užitek obiskovat tekme pred evforijskim izolskim občinstvom, ki je znalo pripravit tudi izjemne koreografije, Izola pa je prikazovala dobre igre in se nahajala v zgornjem delu lestvice.

## Belvedur Izola in tekma z Benfiko
S pomočjo pokrovitelja Belvedur Izola, je v prvi sezoni novonastale 1. Slovenske lige klub osvojil tretje mesto in se uvrstil v kvalifikacije za pokal UEFA, kar je še danes največji uspeh v zgodovini kluba. (sezona 91/92)
Da bi lahko odigrali tekmo pred domačo publiko je bila kar čez poletje (leto 1992) pred novo sezono zgrajena vzhodna tribuna nad slačilnicami, ki je na žalost kmalu ostala osamljena in še danes velja za »spomenik« bivših uspehov in nekdanjih časov Izolskega nogometa, ki se je takrat zadolžil in začel padati proti dnu.
Žreb v Genevi je namenil znamenito Benfico, ki je bila pričakovano boljša na obeh tekmah (3:0 v Lizboni, 0:5 v Izoli). Benfika je bil klub s svetovnim ugledom tudi zaradi slovitega Eusebia, prave klubske legende in enega izmed najboljših igralcev tistih časov. Izbranci trenerja Ivana Marjona so na slovitem stadionu Da Luz proti Benfici nastopili v zasedbi: Talajić, Perkat, Ružnič, Kraja, Tosič, Ban, Čuček, Gregorič (Čotar), Zobec, Rudonja in Čendak (Velkoski).
30. Septembra 1992 je bil povratna tekma v Izoli. Novinarji so takrat ocenili št. gledalcev na okoli 4000, kar je bilo bistveno manj od pričakovan. Poleg nove tribune, ki je bila zgrajena pred sezono predvsem zaradi te tekme, so dodali še eno montažno tribuno za gol, toda nobena od tribun ni bila povem zapolnjena (predvsem zaradi visokih cen vstopnic), kar je bilo veliko razočaranje. Po tej tekmi, je Izola še nekaj let nastopala v 1. SNL toda nikoli si ni popolnoma opomogla.

## Novejša zgodovina
V obdobju samostojne Slovenije so v izolskem in državnem dresu igrali igralci kot so Boško Boškovič, Dejan Djuranovič, Davor Perkat, Anton Žlogar, Amir Ružnič in ostali. Slednji, sedaj sicer uspešen nogometni agent je glede derbijev s Koprom dejal: “Bili so fantastični, vzdušje je bilo res lepo, dvomim pa, da se bodo ti časi lahko ponovili. Edina možnost, da se to zgodi, je, če bo kdaj Koper izpadel v nižje lige. Dokler bo klub v slabšem finančnem položaju in v Izoli ne bo gospodarstva, ki bi podpiralo šport, bo zelo težko doseči vrhunske rezultate.”
Ob koncu leta 1996 je Izola neslavno končala svojo dolgo in uspešno zgodovinsko pot in od takrat naprej nastopa pod imenom MNK Izola po slovenskih nižjih ligah.

## Znani nogometaši
- Boško Boškovič
- Dejan Djuranovič
- Dragan Talajić
- Anton Žlogar
- Mladen Rudonja
- Davor Perkat
- Amir Ružnič
- Jovanović Svetislav
- Anej Lovrečič

1. ↑  mauro. »La favola dell'Ampelea di Isola d'Istria«. www.vascotto.it (v italijanščini). Arhivirano iz prvotnega spletišča dne 6. novembra 2021. Pridobljeno 6. novembra 2021.